# 西湖公園駅
西湖公園駅（せいここうえんえき）は、中華人民共和国湖南省長沙市岳麓区にある長沙地下鉄2号線の駅である。

## 駅構造
- 島式ホーム1面

## 駅周辺
- 西湖公園[1]